# 가야역사유적지구
가야역사유적지구(伽倻歷史遺跡(=遺蹟)地區, 영어: Gaya Historic Areas)는 고령군, 김해시, 함안군, 창녕군, 고성군, 합천군, 남원군에 있는 가야 관련 역사유적지구이다. 2023년 9월 17일 사우디아라비아 리야드에서 열린 제45차 유네스코 세계유산위원회(WHC)에서 세계유산 등재 심사를 최종 통과하여 대한민국의 16번째 세계유산이 되었다.

## 연혁
- 2013년 가야역사유적지구을 세계문화유산 잠정목록에 등재
- 중략
- 2023년 9월 17일 유네스코 세계문화유산으로 대한민국에서 16번째로 등재

## 유적지

### 고령군
- 고령 지산동 고분군(사적 제79호)

### 김해시
- 김해 대성동 고분군(사적 제341호)

### 함안군
- 함안 말이산 고분군(사적 제515호)

### 창녕군
- 창녕 교동과 송현동 고분군(사적 제514호)

### 고성군
- 고성 송학동 고분군(기념물 제119호)

### 합천군
- 합천 옥전 고분군(기념물 제326호)

### 남원군
- 남원 유곡리와 두락리 고분군(기념물 제542호)

## 기타
이외 기타 고분은 고령 지산동 고분군,김해 예안리 고분군, 성주 성산동 고분군, 창녕 계성 고분군, 함양 백천리 고분군, 진주 옥봉고분군, 산청 생초고분군, 합천 삼가고분군, 장수 동촌리 고분군, 장수 삼봉리 가야고분군이 있다.